# Eczacıbaşı
Eczacıbaşı est une entreprise turque basée à Istanbul.